# Paweł Wołodin
Paweł Wasiliewicz Wołodin, ros. Павел Васильевич Володин (ur. 29 czerwca 1901, zm. ?) – inżynier, generał major Wojsk Łączności Armii Radzieckiej, generał brygady ludowego Wojska Polskiego.
W okresie od 18 lutego 1951 roku do 23 listopada 1956 roku pełnił służbę w Wojsku Polskim na stanowiskach: komendanta Oficerskiej Szkoły Łączności Radiowej w Zegrzu (1951–1952), zastępcy szefa Wojsk Łączności WP (1952–1954), pełniącego obowiązki szefa Wojsk Łączności WP (1952–1953), komendanta Fakultetu Wojsk Łączności w Wojskowej Akademii Technicznej (1954–1956). 12 sierpnia 1955 roku został mianowany generałem majorem Wojsk łączności.

## Orderyiodznaczenia
- Krzyż Oficerski Orderu Odrodzenia Polski (1954)
- Złoty Krzyż Zasługi (1956)
- Brązowy Medal „Siły Zbrojne w Służbie Ojczyzny” (1956)

## Życie prywatne
Mieszkał w Leningradzie. Żonaty z Walentyną Grigoriewną Elenskają z domu Makarową (1904–1953), artystką - śpiewaczką. Miał dwie przybrane córki.